# Laghetto della Costa
Il laghetto della Costa è un piccolo specchio d'acqua che si estende ai piedi dei Colli Euganei, in comune di Arquà Petrarca. Sorge ad est del capoluogo comunale, presso una piana delimitata a nord dal monte Calbarina (137 m s.l.m.) e a sud dal monte Ricco (329 m).
Si tratta di un luogo d'interesse non solo a livello naturalistico, ma anche storico: sulle sue rive sono stati individuati le tracce di un villaggio i cui resti risalgono prevalentemente all'età del bronzo antico (II millennio a.C.-XVII secolo a.C.). È stato per questo inserito tra i 111 siti che formano gli Antichi insediamenti sulle Alpi tutelati dall'UNESCO.
L'insediamento non poggiava su vere e proprie palafitte, ma su un terreno bonificato grazie a un basamento di tronchi d'albero che rendeva stabile e asciutto il terreno.